# Chesneya cuneata
Chesneya cuneata är en ärtväxtart som först beskrevs av George Bentham, och fick sitt nu gällande namn av Syed Irtifaq Ali. Chesneya cuneata ingår i släktet Chesneya och familjen ärtväxter. Inga underarter finns listade i Catalogue of Life.